# Coelorinchus asteroides
Coelorinchus asteroides är en fiskart som beskrevs av Okamura, 1963. Coelorinchus asteroides ingår i släktet Coelorinchus och familjen skolästfiskar. Inga underarter finns listade i Catalogue of Life.